# Mario & Luigi: Partners in Time
Mario & Luigi: Partners in Time, в Японии известная как Mario & Luigi RPG 2×2 (яп. リオ&ルイージRPG2×2 Марио андо Руи:дзи Ару Пи: Дзи: Цу: бай Цу:) — компьютерная ролевая игра серии Mario, разработанная студией AlphaDream. Была выпущена в конце 2005 года на портативную консоль Nintendo DS. В 2009 году к игре также был выпущен сиквел Mario & Luigi: Bowser's Inside Story. В 2015 году была переиздана на сервисе Virtual Console для приставки Wii U.
В Partners in Time акцент сделан на теме путешествия во времени в Грибном королевстве. Марио, Луиджи, а также детские версии их самих, спасают принцессу Пич, которую похищают пришельцы. Игра получила положительные отзывы от критиков, в частности за хороший юмор, стиль, а также использование двойного экрана Nintendo DS и Rumble Pak. Её средняя оценка на сайте-агрегаторе GameRankings составляет 85,23 %, а на сайте Metacritic — 86 баллов из 100 возможных.

## Сюжет
Игра начинается с создания профессором Элвином Гэддом машины времени. Машина берёт энергию для работы от драгоценного камня, названного «Кобальтовой звездой», который хранится в замке принцессы Пич. С помощью этой машины Пич отправляется в прошлое, но так и не возвращается назад: машина времени повреждена, а вместо принцессы в ней появляются пришельцы. Выясняется, что в прошлом Грибное королевство было захвачено пришельцами, а попавшая к ним Пич была взята в заложники в собственном замке. После победы над тем монстром, что появился в повреждённой машине времени, Марио и Луиджи видят открывшуюся в ней дыру во времени, проходя по которой попадают в замок прошлого. Во время поисков Пич, Марио и Луиджи находят маленьких себя, и соглашаются вместе искать осколки Кобальтовой звезды, которая была разрушена во время путешествия Пич. Их поискам мешает Малыш-Боузер из прошлого, который тоже хочет собрать камень. В конце игры, когда они собирают все осколки, появляется босс-персонаж — принцесса пришельцев, только после победы над которой им удаётся освободить Пич и вернуться назад.

## Управление в игре
Игрок имеет возможность управлять четырьмя протагонистами — Марио, Луиджи, а также Марио и Луиджи в детстве — равно как квартетом, так и отдельными парами. Взрослых персонажей можно отделять от детских, что обычно требуется когда входы слишком малы для того, чтобы в них могли пролезть взрослые персонажи. В игре существует несколько задач, выполнимых только с помощью детских персонажей. Игра сохраняет многие аспекты RPG, присутствующие у её предшественника, Superstar Saga, в том числе и взаимодействия с неигровыми персонажами, которые требуются для продвижения по сюжету. Но в отличие от предшественника, командные приёмы(англ. Bros. Attack) во время атаки были удалены, но командные приёмы вне атаки остались на месте. Вместо командных приёмов появились командные предметы(англ. Bros. Items), которые можно тоже делать комбо-удары если не ошибиться, но превосходных меток не будут показываться. Прогресс каждого персонажа измеряется очками опыта, которые необходимы для того, чтобы повысить его игровые характеристики. Так же как и в Superstar Saga в игре присутствует игровая валюта, используемая для покупки необходимых предметов.

## Разработка
Nintendo впервые представил Partners in Time на E3, ежегодной выставке компьютерных игр, в 2005 году. Посетителям была показана демонстрационная версия игры, состоящая из трёх уровней, каждый из которых сопровождался инструкцией для игроков. Уровни также демонстрировали особенности и отдельные функции в игре, например использование молотка. Перед презентацией на E3 Nintendo of America обнародовали некоторые подробности относительно сюжета и деталей геймплея, а также сообщили, что игра будет совместима с Rumble Pak AlphaDream разрабатывали эту игру совместно с людьми ранее неоднократно работавшими над серией игр о Марио. Композиторами стали Кодзи Кондо и Ёко Симомура, актёром озвучивания был выбран Чарльз Мартине, бессменно озвучивающий Марио с 1995 года. Partners in Time впервые была выпущена в Северной Америке 28 ноября 2005 года.

## Отзывы и продажи
| Сводный рейтинг       | Сводный рейтинг |
| Агрегатор             | Оценка          |
| --------------------- | --------------- |
| GameRankings          | 85,23 %         |
| Metacritic            | 86/100          |
| Иноязычные издания    |                 |
| Издание               | Оценка          |
| Eurogamer             | 9/10            |
| GameSpot              | 8,9/10          |
| IGN                   | 9/10            |
| Nintendo World Report | 8/10            |

Mario & Luigi: Partners in Time получила положительные отзывы от критиков, в частности за хорошую проработку персонажей и сюжет. Её средняя оценка на сайте-агрегаторе GameRankings составляет 85,23 %, а на сайте Metacritic — 86 баллов из 100 возможных. В первую неделю в Японии было продано 132 726 копий игры. К июлю 2007 года во всём мире было продано 1,39 миллиона экземпляров. В 2009 году Official Nintendo Magazine поместил Mario & Luigi: Partners in Time на 50 место в списке «100 лучших игр Nintendo».
Крейг Харрис, обозреватель IGN, оценил комический стиль игры, сообщив, что большей частью своего обаяния Марио и Луиджи обязаны тому странному и сумасбродному юмору, характерному для этой игры. С чем не согласился Рикардо Торрес, обозреватель GameSpot, по его словам юмор, дававший остроту Superstar Saga, здесь не превалирует. Дерек Кэвин из RPGamer положительно оценил юмор игры, но раскритиковал сюжет, описав его как простую историю, не получившую должного развития. Eurogamer похвалили образ Stuffwell, которого сравнивали с Fawful, персонажем из Superstar Saga.
Критики хорошо приняли использование в Partners in Time двойного экрана и устройства Rumble Pak. Однако GameSpot и Eurogamer неодобрительно отзывались об использовании тачскрина приставки в игре. Боевая система получила смешанные отзывы, в то время как в GameSpot положительно отметили более сложные схватки с «боссами», Nintendo World Report не оценили эту сложность, по их словам рост устойчивости врага опережает рост силы персонажа, в результате схватки идут всё дольше и дольше. Рецензент IGN отметил, что в начале игры квесты слишком просты, однако признал, что по мере продвижения сложность всё же значительно увеличивается.

## Сиквелы
Сиквел Partners in Time получил название Mario & Luigi: Bowser's Inside Story и был впервые представлен на Nintendo Conference 2 октября 2008 года. Игра была выпущена 11 февраля 2009 года в Японии, и 14 сентября в Северной Америке. Следующая игра Mario & Luigi: Dream Team была выпущена 12/13 июля 2013 года в Великобритании и 11 августа в Северной Америке. Кроссовер с серией Paper Mario, получивший название Mario & Luigi: Paper Jam, был выпущен 3 декабря 2015 года в Японии, и 22 января 2016 года в Северной Америке.